# Station La Joux
Station La Joux (Frans: Gare de La Joux) is een spoorwegstation in de Franse gemeente Chamonix-Mont-Blanc. Het ligt aan de spoorlijn Saint-Gervais-les-Bains-Le Fayet - Vallorcine (grens).